# Richard Hofmann (Fußballspieler)

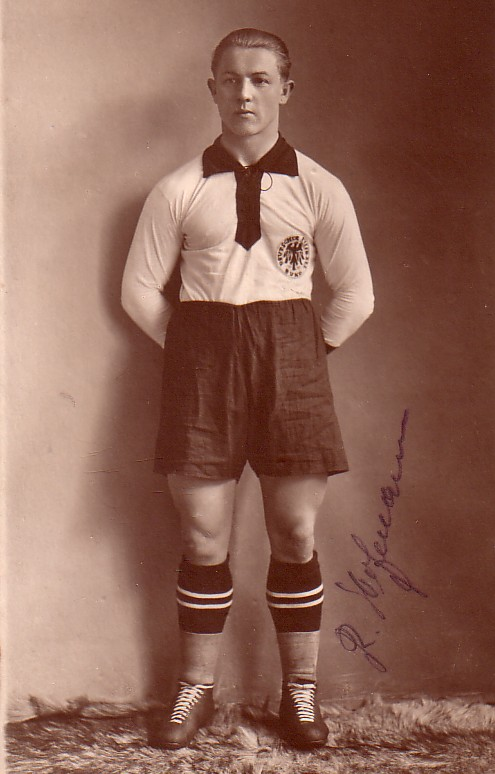
Lichtbildaufnahme Hofmanns (mit Autogramm vom 20. Mai 1930)

Richard Hofmann (* 8. Februar 1906 in Meerane; † 5. Mai 1983 in Freital) war ein deutscher Fußballspieler und -trainer. Er war 25-maliger Nationalspieler.

## Karriere als Spieler

### Vereine
Der aus einer Arbeiterfamilie stammende Richard Hofmann begann 1913 seine Fußballkarriere bei Meerane 07. 1928 holte Jimmy Hogan, der englische Trainer des Dresdner SC, Hofmann nach Dresden. Mit den Sachsen wurde „König Richard“ 1940 (2:1 n. V. gegen den 1. FC Nürnberg) und 1941 (2:1 gegen den FC Schalke 04) Deutscher Pokalsieger sowie 1943 (3:0 gegen den FV Saarbrücken) und 1944 (4:0 gegen den LSV Hamburg) Deutscher Meister. Er spielte in der Regel als halblinker Stürmer. Er war leicht an seiner Kopfbinde zu erkennen, die er seit 1930 trug, nachdem er bei einem Autounfall nach einer Faschingsfeier ein Ohr verloren hatte.
Nachdem sich Hofmann für die Werbung einer Dresdner Zigarettenfirma mit seinem Bild hatte bezahlen lassen, wurde er gemeinsam mit dem vormaligen Präsidenten des Dresdner SC, Hermann Püschel, im April 1935 wegen eines Vergehens gegen die Amateurbestimmungen aus dem Deutschen Fußball-Bund ausgeschlossen. Hofmann versuchte, seine Sperre zu umgehen, und unterzeichnete noch im selben Monat einen Profivertrag mit dem französischen Erstligisten Olympique Lillois, erhielt aber keine Spielgenehmigung. Nach den Olympischen Sommerspielen 1936 in Berlin erließ der Reichssportführer Hans von Tschammer und Osten aus Anerkennung für die guten Leistungen der deutschen Sportler eine weitgehende Amnestie für viele gesperrte Sportler, die es Hofmann erlaubte, ab Mitte Oktober 1936 wieder für den Dresdner SC anzutreten.
Nach dem Zweiten Weltkrieg spielte Hofmann von 1945 bis 1947 bei der SG Hainsberg in der Nähe von Dresden. Laut Nachruf des Vorstands des Deutschen Fußball-Verbands gehörte Hofmann in Dresden „zu den Aktivisten der ersten Stunde beim Neuaufbau des Sports“. 1947/48 war er beim VfL Willich im westdeutschen Ballungsrandgebiet Rhein-Ruhr aktiv. Im Sommer 1948 kehrte Hofmann nach Dresden zurück und schloss sich der SG Dresden-Friedrichstadt, dem Nachfolger des DSC, an. Anlässlich der Flutlichtpremiere im Heinz-Steyer-Stadion am 31. Dezember 1949 mit dem Spiel SG Dresden-Friedrichstadt gegen eine DDR-Auswahl (2:0) wurde der inzwischen 43-jährige Hofmann unter dem Jubel der Zuschauer noch einmal in die Dresdner Elf eingewechselt.

### Nationalmannschaft

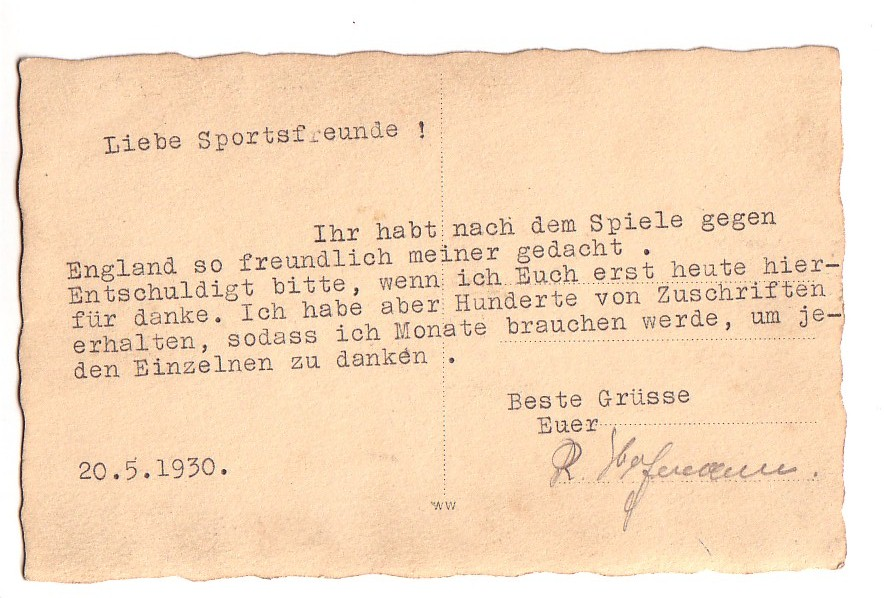
Lichtbildrückseite Hofmanns (mit Grüßen vom 20. Mai 1930)

Zwischen 1927 und 1933 wurde Hofmann 25-mal in die A-Nationalmannschaft berufen. Sein Debüt in der Reichsauswahl gab er am 2. Oktober 1927 in Kopenhagen bei der 1:3-Niederlage gegen Dänemark. Beim Fußballturnier der Olympischen Sommerspiele 1928 war er mit vier Treffern bester deutscher Torschütze. Dort schied man im Viertelfinale gegen den späteren Goldmedaillengewinner Uruguay aus, wobei Hofmann kurz vor Spielende vom Platz gestellt wurde. In seiner Länderspielkarriere erzielte er 24 Tore, wobei ihm in den nachstehenden Begegnungen jeweils drei Tore in fünf aufeinanderfolgenden Spieljahren gelangen:
- 28. Mai 1928 in Amsterdam gegen die Schweiz (4:0)
- 23. Juni 1929 in Köln gegen Schweden (3:0)
- 10. Mai 1930 in Berlin gegen England (3:3)
- 27. September 1931 in Hannover gegen Dänemark (4:2)
- 1. Juli 1932 in Helsinki gegen Finnland (4:1)

Vom 25. September 1932 bis zum 17. Oktober 1936 war Hofmann Rekordnationalspieler des DFB und bei vier Länderspielen Mannschaftskapitän. Sechs Länderspiele bestritt er als Spieler des Meerane 07, die übrigen als DSC-Spieler. Am 7. September 1930 überbot er mit seinem 15. Länderspieltor den fast 17 Jahre alten Rekord von Gottfried Fuchs und steigerte ihn bis zum 1. Juli 1932 auf 24 Tore. Dieser Rekord wurde am 14. April 1940 von Ernst Lehner überboten.

## Karriere als Trainer
Nach dem Ende seiner Laufbahn als Fußballspieler betätigte sich Hofmann als Trainer. Er begann 1949 bei der SG Vorwärts Gotha, war kurzzeitig bei Lok Stendal und wurde 1955 Trainer bei der zentralen Sportvereinigung Turbine. 1956 war Hofmann Trainer der DDR-B-Nationalmannschaft. Nachdem er 1957 ein Trainerstudium an der Leipziger Sporthochschule DHfK absolviert hatte, wurde er Trainer der Dresdner Bezirksauswahl sowie der DDR-Nachwuchsauswahl. Er gehörte zu den Gründungsmitgliedern des NOK der DDR und war Ehrenmitglied des DDR-Fußballverbandes. Zu seinen Ehren wurde in Meerane ein Stadion nach ihm benannt, das „Richard-Hofmann-Stadion“. Sein Sohn Bernd Hofmann war ebenfalls Fußballspieler.

## Ehrungen
- Vaterländischer Verdienstorden
- Verdienstmedaille der DDR
- Verdienstplakette des DTSB
- Ehrennadel des DTSB
- Ehrennadel des DFV